# Falsche Vertraulichkeiten
Falsche Vertraulichkeiten ist ein französischer Fernsehfilm von Luc Bondy aus dem Jahr 2016. Der Film adaptiert die gleichnamige Theaterkomödie von Pierre Carlet de Marivaux aus dem Jahr 1737. Es handelt sich um Bondys letzten Film und eine seiner letzten Regiearbeiten.

## Handlung
Die reiche Witwe Araminte stellt den jungen, galanten Dorante als Sekretär ein. Dorante ist heimlich verliebt in sie, und sein ehemaliger Diener Dubois, der nun ebenfalls für Araminte arbeitet, hat einen Plan, um Araminte ebenfalls in Dorante verliebt zu machen. Diese wird jedoch von ihrer Mutter gedrängt, den Grafen Dorimont zu heiraten, damit ein Rechtsstreit um ein Stück Land zwischen beiden beigelegt wird. Araminte weigert sich jedoch. Als sie von Dorantes Liebe erfährt, hat sie Mitleid mit ihm und behält ihn trotzdem als Sekretär.
Nach einigen Verwicklungen, in denen auch ein Porträt Aramintes und ein abgefangener Brief eine Rolle spielen, können sich am Ende beide ihre Liebe gestehen.

## Produktion
2014 inszenierte Bondy die Marivaux-Komödie Les fausses confidences mit großem Erfolg für die Bühne des Pariser Théâtre de l’Odéon, dessen Leitung er 2012 übernommen hatte. 2015 drehte er, mit denselben Darstellern, die abends das Stück auf die Bühne brachten, tagsüber die Verfilmung des Stücks. Sie wurde in verschiedenen Räumen des Théâtre de l’Odéon und im nahegelegenen Jardin du Luxembourg gedreht, nur die Schluss-Szene auf der Bühne des Theaters. Filmische und theatrale Gestaltung werden so zu einer Einheit verbunden. Bondy, der am 28. November 2015 verstarb, konnte den Film selbst nicht fertig editieren. Seine Frau, die Dramaturgin und Regisseurin Marie-Louise Bischofberger, hat den Film zu Ende geschnitten. Am 6. November 2016 gab es eine Vorpremiere im Odéon. Der Film lief am 9. März auf Arte.
Am 7. März 2017 veröffentlicht Arte Éditions eine DVD in französischer Sprache mit französischen und englischen Untertiteln.